# Сергеево (Московская область)
Сергеево — деревня в Чеховском районе Московской области, в составе муниципального образования сельское поселение Стремиловское (до 28 февраля 2005 года входила в состав Стремиловского сельского округа), деревня связана автобусным сообщением с райцентром и соседними населёнными пунктами.

## Население
| 2002 | 2006 | 2010 |
| ---- | ---- | ---- |
| 33   | ↘31  | ↗70  |

## География
Сергеево расположено примерно в 8 км на запад от Чехова, на реке Челвенка (левый приток реки Лопасни), высота центра деревни над уровнем моря — 155 м. На 2016 год в Сергеево зарегистрированы 3 улицы, промзона и садовое товарищество.